# ネヴァル・チョリ
ネヴァル・チョリ（トルコ語: Nevalı Çori、クルド語: Newala Çorî）はトルコ南東部のシャンルウルファ県にある古代遺跡。現在はアタテュルク・ダムの底に水没している。

## 遺跡としての営み
新石器時代の紀元前8400年～紀元前8100年頃に営まれたとされる。紀元前8300年頃までに栽培・家畜への依存度の増加が上がった。

## 遺物
公共建造物的性格を持った建造物が見つかっている。ギョベクリ・テペ遺跡と同じくT字型石柱を伴う祭儀建物(カルト・ビルディング)が検出された。

## 研究史
紀元前8世紀ごろには多くの記録が残っている。